# 塔布赛乡
塔布赛乡，是中华人民共和国内蒙古自治区呼和浩特市土默特左旗下辖的一个乡镇级行政单位。

## 行政区划
塔布赛乡下辖以下地区：
塔布赛村、乃莫板村、口肯板村、黑河村、北园子村、帐房村、铁旦板村、旗下营村、南恼木汉村、雨施格气村、七炭板村、铁帽村、小铁帽村、杭盖村、波勒圪沁村、章盖台村、锁号村、城留村、白庙子村、苏卜盖村和巴独户村。

## 中国传统村落
2013年8月，塔布赛村获批第二批中国传统村落。